# Vierlandentoernooi voetbal 2011
Het Vierlandentoernooi voetbal 2011 was de eerste en voorlopig enige editie van het Vierlandentoernooi dat werd gespeeld tussen de nationale teams van Noord-Ierland, Ierland, Schotland, en Wales. De eerste twee wedstrijden werden gespeeld in februari en de overige wedstrijden in mei 2011. Het toernooi werd gewonnen door het Iers voetbalelftal dat alle drie  de wedstrijden won en geen goal tegen kreeg.

## Stadion
Het Aviva Stadium is gekozen om alle wedstrijden te organiseren.
| Dublin             | · Dublin Ierland |
| Aviva Stadium      | · Dublin Ierland |
| Capaciteit: 51.700 | · Dublin Ierland |
|                    | · Dublin Ierland |

## Eindstand
| Team          | Gsp | G | G | V | DV | DT | DS  | PNT |
| ------------- | --- | - | - | - | -- | -- | --- | --- |
| Ierland       | 3   | 3 | 0 | 0 | 9  | 0  | +9  | 9   |
| Schotland     | 3   | 2 | 0 | 1 | 6  | 2  | +4  | 6   |
| Wales         | 3   | 1 | 0 | 2 | 3  | 6  | −3  | 3   |
| Noord-Ierland | 3   | 0 | 0 | 3 | 0  | 10 | −10 | 0   |

## Wedstrijden
Alle tijden zijn lokaal.
|                                          |                               |         |       |                                                                          |
| 8 februari 2011 «onderlinge duels» 19:45 | Ierland                       | 3 – 0   | Wales | Aviva Stadium, Dublin Toeschouwers: 19.783 Scheidsrechter: Mark Courtney |
| 8 februari 2011 «onderlinge duels» 19:45 | Gibson 60' Duff 67' Fahey 83' | Verslag |       | Aviva Stadium, Dublin Toeschouwers: 19.783 Scheidsrechter: Mark Courtney |

|                                          |               |         |                                     |                                                                           |
| 9 februari 2011 «onderlinge duels» 19:45 | Noord-Ierland | 0 – 3   | Schotland                           | Aviva Stadium, Dublin Toeschouwers: 18.742 Scheidsrechter: Tomas Connolly |
| 9 februari 2011 «onderlinge duels» 19:45 |               | Verslag | Miller 19' McArthur 31' Commons 51' | Aviva Stadium, Dublin Toeschouwers: 18.742 Scheidsrechter: Tomas Connolly |

|                                      |                                                            |         |               |                                                                          |
| 24 mei 2011 «onderlinge duels» 19:45 | Ierland                                                    | 5 – 0   | Noord-Ierland | Aviva Stadium, Dublin Toeschouwers: 15.083 Scheidsrechter: Craig Thomson |
| 24 mei 2011 «onderlinge duels» 19:45 | Ward 24' Keane 37', 54' (pen.) Cathcart 45' (e.d.) Cox 80' | Verslag |               | Aviva Stadium, Dublin Toeschouwers: 15.083 Scheidsrechter: Craig Thomson |

|                                      |              |         |                                   |                                                                           |
| 25 mei 2011 «onderlinge duels» 19:45 | Wales        | 1 – 3   | Schotland                         | Aviva Stadium, Dublin Toeschouwers: 6.036 Scheidsrechter: Raymond Crangle |
| 25 mei 2011 «onderlinge duels» 19:45 | Earnshaw 36' | Verslag | Morrison 55' Miller 63' Berra 70' | Aviva Stadium, Dublin Toeschouwers: 6.036 Scheidsrechter: Raymond Crangle |

|                                      |                         |         |               |                                                                    |
| 27 mei 2011 «onderlinge duels» 19:45 | Wales                   | 2 – 0   | Noord-Ierland | Aviva Stadium, Dublin Toeschouwers: 529 Scheidsrechter: Alan Kelly |
| 27 mei 2011 «onderlinge duels» 19:45 | Ramsey 36' Earnshaw 69' | Verslag |               | Aviva Stadium, Dublin Toeschouwers: 529 Scheidsrechter: Alan Kelly |

|                                      |           |         |           |                                                                        |
| 29 mei 2011 «onderlinge duels» 18:30 | Ierland   | 1 – 0   | Schotland | Aviva Stadium, Dublin Toeschouwers: 17.694 Scheidsrechter: Mark Whitby |
| 29 mei 2011 «onderlinge duels» 18:30 | Keane 23' | Verslag |           | Aviva Stadium, Dublin Toeschouwers: 17.694 Scheidsrechter: Mark Whitby |

| Vierlandentoernooi Winnaar 2011 |
| ------------------------------- |
| IERLAND 1ste titel              |

## Doelpuntenmakers
3 doelpunten
- Robbie Keane

2 doelpunten
- Kenny Miller
- Robert Earnshaw

1 doelpunt
- Christophe Berra
- Kris Commons
- Simon Cox
- Damien Duff

- Keith Fahey
- Darron Gibson
- James McArthur

- James Morrison
- Aaron Ramsey
- Stephen Ward

eigen doelpunt
- Craig Cathcart (Tegen Ierland)